# Mambarona
Mambarona is een geslacht van vlinders van de familie slakrupsvlinders (Limacodidae).

## Soorten
- M. congrua (Walker, 1862)
- M. murex Hering, 1931